# SCREEN mode
SCREEN mode（スクリーンモード）は、日本の音楽ユニット。2013年11月27日にデビュー。所属レーベルはLantis。ファンは通称スターズと呼ばれている。
ユニット名は、勇の歌と雅友の曲が混ざり合うことによって生まれた音の「映像」（=SCREEN）を、様々な「モード」（=mode）に変化させながらリスナーに印象付けたい、という想いから命名された。

## 略歴
以前、地元でバンド活動を続けるもデビューの夢半ばにして解散という挫折をした雅友は、バンド解散以降、音楽プロデューサーに転向。その後田村ゆかりなどの音楽プロデュースを手がけ、大ヒット作を生み出す中でやはり自身のアーティストデビューという夢に思いを残していた。一方、勇も幼少の頃より劇団ひまわりに所属、数々の著名な洋画作品の吹き替えやアニメキャラクターなどを演じ、順風満帆な活動を行っていたが、幼少の頃よりの夢であった「ボーカリスト」としての道も模索し、ユニットでの活動や都内でのライブ活動なども平行して行っていた。そんな中、TVアニメ『ぎんぎつね』をきっかけに2人は出会い、意気投合。ユニット「SCREEN mode」が結成された。

## メンバー
勇-YOU-（ゆう）
ボーカル、ハーモニカ担当。神奈川県出身、1983年4月2日生まれ。声優の林勇。賢プロダクション所属。
雅友（まさとも）
ギター担当。愛知県出身、1976年2月26日生まれ。音楽プロデューサーの太田雅友。

## ディスコグラフィ

### シングル
|                | 発売日         | タイトル                 | 規格品番   | 規格品番   | オリコン 最高位 |
| アーティスト盤 | 発売日         | タイトル                 | アニメ盤   |            | オリコン 最高位 |
| -------------- | -------------- | ------------------------ | ---------- | ---------- | --------------- |
| 1st            | 2013年11月27日 | 月光STORY                | LACM-14166 |            | 178位           |
| 2nd            | 2014年7月23日  | LΦVEST                   | LACM-14244 | 130位      |                 |
| 3rd            | 2014年11月5日  | アメイジング ザ ワールド |            | LACM-14289 | 108位           |
| 4th            | 2015年1月28日  | 極限Dreamer              | LACM-14306 | LACM-34306 | 33位            |
| 5th            | 2015年4月8日   | アンビバレンス           | LACM-14332 | LACM-34332 | 33位            |
| 6th            | 2016年1月27日  | Naked Dive               | LACM-14439 | LACM-14440 | 36位            |
| 7th            | 2016年7月27日  | ROUGH DIAMONDS           | LACM-14524 | LACM-14525 | 109位           |
| 8th            | 2016年10月26日 | Reason Living            | LACM-14543 | LACM-14544 | 64位            |
| 9th            | 2017年7月26日  | MYSTERIUM                | LACM-14618 |            | 97位            |
| 10th           | 2018年8月29日  | GIFTED                   | LACM-14789 | 173位      |                 |
| 11th           | 2019年11月27日 | One Wish                 | LACM-14908 | LACM-14909 | 116位           |
| 12th           | 2022年7月27日  | Wake up Decker!          | LACM-24292 |            | 49位            |
| 13th           | 2023年1月25日  | TRUE STORY               | LACM-24338 |            |                 |

### アルバム

#### オリジナルアルバム
|            | 発売日        | タイトル             | 規格品番   | 規格品番   | オリコン 最高位 |
| 初回限定盤 | 発売日        | タイトル             | 通常盤     |            | オリコン 最高位 |
| ---------- | ------------- | -------------------- | ---------- | ---------- | --------------- |
| 1st        | 2015年7月22日 | Discovery Collection |            | LACA-15488 | 90位            |
| 2nd        | 2018年1月24日 | 1/1                  | LACA-15685 | 187位      |                 |
| 3rd        | 2021年1月27日 | With You             | LACA-35848 | LACA-15848 | 259位           |

#### ミニアルバム
|     | 発売日        | タイトル             | 規格品番   | オリコン 最高位 |
| --- | ------------- | -------------------- | ---------- | --------------- |
| 1st | 2014年10月8日 | NATURAL HIGH DREAMER | LACA-15457 | 206位           |
| 2nd | 2017年2月22日 | SOUL                 | LACA-15633 | 167位           |
| 3rd | 2019年7月3日  | 約束の空             | LACA-15783 | 177位           |

### タイアップ
| 楽曲                     | タイアップ                                                                         | 時期            |
| ------------------------ | ---------------------------------------------------------------------------------- | --------------- |
| 月光STORY                | テレビ東京系アニメ『ぎんぎつね』エンディングテーマ                                 | 2013年          |
| LΦVEST                   | UHFアニメ『LOVE STAGE!!』オープニングテーマ                                        | 2014年          |
| LΦVEST                   | ニコニコ生放送『電波諜報局』9月度エンディングテーマ                                | 2014年          |
| アメイジング ザ ワールド | テレビ東京系アニメ『ガンダムビルドファイターズトライ』エンディングテーマ           | 2014年          |
| STAR PARK                | テレビ朝日系『Break Out』10月度エンディングテーマ                                  | 2014年          |
| STAR PARK                | テレビ東京系『アニメマシテ』10月度オープニングテーマ                               | 2014年          |
| 極限Dreamer              | UHFアニメ『夜ノヤッターマン』オープニングテーマ                                    | 2015年          |
| 極限Dreamer              | テレビ朝日系『Break Out』2月度エンディングテーマ                                   | 2015年          |
| 極限Dreamer              | テレビ大阪/テレビ東京系『JAPAN COUNTDOWN』2月度エンディングテーマ                  | 2015年          |
| 極限Dreamer              | 新潟テレビ21『ヤンごとなき!』2月度エンディングテーマ                               | 2015年          |
| Bloody Rain              | PS Vita用ゲーム『黒蝶のサイケデリカ』オープニングテーマ                            | 2015年          |
| アンビバレンス           | UHFアニメ『黒子のバスケ』第3期 帝光編エンディングテーマ                            | 2015年          |
| アンビバレンス           | 全国22局ネット『MUSIC LAUNCHER』4月度オープニングテーマ                            | 2015年          |
| marionette               | PS4/3/Vita・Xbox Oneゲーム『BLAZBLUE CHRONOPHANTASMA EXTEND』エンディングテーマ    | 2015年          |
| Brand-new land           | カードゲーム『銀鍵のアルカディアトライブ』主題歌                                   | 2015年          |
| Naked Dive               | テレビアニメ『無彩限のファントム・ワールド』オープニングテーマ                     | 2016年          |
| Naked Dive               | テレビ大阪/テレビ東京系『JAPAN COUNTDOWN』1月度エンディングテーマ                  | 2016年          |
| ROUGH DIAMONDS           | テレビアニメ『食戟のソーマ 弐ノ皿』オープニングテーマ                              | 2016年          |
| IMPACT                   | 文化放送『Rioで叶えろ！』リオデジャネイロオリンピック中継テーマソング              | 2016年          |
| Reason Living            | テレビアニメ『文豪ストレイドッグス』第2クールオープニングテーマ                    | 2016年          |
| MYSTERIUM                | テレビアニメ『バチカン奇跡調査官』オープニングテーマ                               | 2017年          |
| GIFTED                   | テレビアニメ『ムヒョとロージーの魔法律相談事務所』オープニングテーマ               | 2018年          |
| One Wish                 | テレビアニメ『警視庁 特務部 特殊凶悪犯対策室 第七課 -トクナナ-』エンディングテーマ | 2019年          |
| One Wish                 | テレビ朝日系『Break Out』10月度エンディングテーマ                                  | 2019年          |
| WRIGHT LEFT              | テレビアニメ『文豪ストレイドッグス』第37話挿入歌                                   | 2019年          |
| Unforgettable            | テレビアニメ『ムヒョとロージーの魔法律相談事務所』第24条挿入歌                     | 2020年          |
| Wake up Decker!          | 特撮テレビドラマ『ウルトラマンデッカー』オープニングテーマ                         | 2022年 - 2023年 |
| TRUE STORY               | テレビアニメ『文豪ストレイドッグス』第4クールオープニングテーマ                    | 2023年          |

## 主なライブ
- 2014年04月26日 - ニコニコ超会議3 超音楽祭2014
- 2014年07月22日 - 君と、会う約束@音霊
- 2014年07月26日・ ランティス祭り2014 大阪公演
- 2014年09月13日・ ランティス祭り2014東京公演
- 2014年09月27日 - ツギアニ!2014秋
- 2014年11月15日・ ランティス祭り2014仙台公演
- 2014年11月03日 - 1st ワンマンLIVE@渋谷CLUB CRAWL(SOLD OUT)
- 2014年12月06日 - おれパラ2014@神戸ワールド記念ホール
- 2015年02月28日 - 2ndワンマンLIVE@渋谷Milky Way(SOLD OUT)
- 2015年04月12日 - ランティス祭り上海
- 2015年06月07日 -3rdワンマンLIVE@代官山UNIT(SOLD OUT)
- 2015年07月11日 -BREAK OUT祭2015@Zeep DiverCity
- 2015年08月08日 -「THE HOOPERSのキュンキュンさせNight★」SP『キュン♥Fes.」@渋谷TSUTAYA O-EAST
- 2015年08月29日 - Animelo Summer Live 2015 @さいたまスーパーアリーナ
- 2015年09月06日 - 富山こすぷれフェスタ 2015 アニソンライブ
- 2015年09月13日 - きたまえ↑ 札幌☆マンガ・アニメフェスティバル@札幌市
- 2015年11月21日 -「SCREEN mode LIVE TOUR 2015 〜Discovery Collection〜」大阪公演@心斎橋MUSE
- 2015年11月22日 -「SCREEN mode LIVE TOUR 2015 〜Discovery Collection〜」名古屋公演@ハートランドスタジオ
- 2015年11月28日 -「SCREEN mode LIVE TOUR 2015 〜Discovery Collection〜」東京公演@新宿BLAZE
- 2015年12月13日 -  おれパラ2015@神戸ワールド記念ホール
- 2015年12月20日 -  おれパラ2015@両国国技館
- 2016年03月19日 - かなざわアニメソングフェス2016@本多の森ホール
- 2016年04月02日 - SCREEN mode LIVE 2016 Spring 「Live Naked」@恵比寿LIQUIDROOM
- 2016年08月27日 - Animelo Summer Live 2016 刻-TOKI-@さいたまスーパーアリーナ
- 2016年11月19日 - SCREEN mode LIVE TOUR 2016 Autmn "On Fire!"@umeda AKASO
- 2016年12月03日 - SCREEN mode LIVE TOUR 2016 Autmn "On Fire!"@TSUTAYA O-EAST
- 2017年04月02日 - SCREEN modeコンセプトミニアルバム「SOUL」リリースイベント@F.A.D YOKOHAMA
- 2017年04月15日 - SCREEN mode LIVE TOUR 2017 Spring “SOUL”@愛知・SPADE BOX
- 2017年04月16日 - SCREEN mode LIVE TOUR 2017 Spring “SOUL”@大阪・OSAKA MUSE
- 2017年04月30日 - SCREEN mode LIVE TOUR 2017 Spring “SOUL”@東京・渋谷CLUB QUATTRO
- 2017年06月24日 - SCREEN mode FC Live “STAR PARTY”@サラヴァ東京
- 2017年07月16日 - Original Entertainment Paradise ORE SUMMER@コニファーフォレスト
- 2017年08月27日 - Animelo Summer Live 2017 -THE CARD- @さいたまスーパーアリーナ[5]
- 2018年01月21日 - SCREEN mode Live 2018 Winter@東京・下北沢GARDEN
- 2018年03月10日 - かなざわアニメソングフェスティバル2018@北陸電力会館 本多の森ホール
- 2018年05月26日 - SCREEN mode LIVE TOUR 2018 −Funky Star−@北海道・DUCE　SAPPORO
- 2018年06月9日 - SCREEN mode LIVE TOUR 2018 −Funky Star−@大阪・梅田BananaHall
- 2018年06月10日 - SCREEN mode LIVE TOUR 2018 −Funky Star−@愛知・RADHALL
- 2018年06月24日 - SCREEN mode LIVE TOUR 2018 −Funky Star−@東京・渋谷duo MUSIC EXCHANGE
- 2018年07月28日 - SCREEN mode FC Event “STAR PARTY” vol.2～ようこそ、勇々軒へ～@新宿ロフトプラスワン
- 2018年10月27日 - 刈谷アニメcollectionスーパーライブ2018@刈谷市総合文化センター・大ホール
- 2018年12月02日 - SCREEN mode 5th Anniversary LIVE 〜月光STORY〜@東京・SHINJUKU FACE
- 2019年01月19日 - ANIMAX MUSIX 2019 OSAKA supported by ひかりTV @大阪城ホール
- 2019年04月28日 - SCREEN mode Acoustic Live 2019 Spring 昼公演 ～Passion Red～ 夜公演 ～Sentimental Blue～ @目黒 BLUES ALLEY JAPAN
- 2019年05月12日 - SCREEN mode ミニアルバム リリースイベント@サンシャインシティ 噴水広場
- 2019年06月23日 - 20th Anniversary Liveランティス祭り2019　A・R・I・G・A・T・O　ANISONG@幕張メッセ 国際展示場
- 2019年07月14日 - SCREEN mode 3rdミニアルバム発売記念イベント「SCREEN modeの”勇-YOU-気”をYOUにお渡し会」@アニメイト大阪日本橋 5F
- 2019年07月20日 - SCREEN mode 3rdミニアルバム発売記念イベント「SCREEN modeの”勇-YOU-気”をYOUにお渡し会」@タワーレコード横浜ビブレ店
- 2019年08月04日 - SCREEN mode Summer Live 2019 Laughing Stars @下北沢GARDEN
- 2019年10月05日 - Lantis Fes 2019 at Bilibili World - Anisong Concert -@上海新国際博覧中心 ビリビリワールド上海

## ラジオ
- SCREEN mode スタジオライブ「スクうた」〈ニコニコ生放送〉

（2020年7月8日 - 隔週水曜日21時配信）
- SCREEN mode 魂（2015年7月17日〈ランティスウェブラジオ〉→2016年9月2日 -2020年6月24日〈LINE LIVE〉 - 、隔週金曜日21時配信）[6]
- SCREEN modeのStars Radio（2017年1月4日 - 水曜19:30-19:55 〈AIR-G' FM北海道〉）
- SCREEN mode SOUL on the radio 〈東海ラジオ〉

（2017年1月2日 - 3月27日 月曜20:30 - 21:00）
（2017年4月2日 - 日曜23:00 - 24:00）